# Gare de Dorog
La gare de Dorog (en hongrois : Dorog vasútállomás) est une halte ferroviaire hongroise, située à Dorog.